# حبيب محمد
حبيب محمد (بالإنجليزية: Habib Mohamed)‏ (مواليد 10 ديسمبر 1983) هو لاعب كرة قدم، يلعب مع منتخب غانا لكرة القدم. سبق له أن لعب في كأس العالم لكرة القدم مع منتخب بلاده.

## روابط خارجية
- حبيب محمد على موقع قاعدة بيانات كرة القدم.إي يو (الإنجليزية)
- حبيب محمد على موقع ناشيونال فوتبول تيمز (الإنجليزية)
- حبيب محمد على موقع Soccerway.com (الإنجليزية)
- حبيب محمد على موقع عالم كرة القدم.نت (الإنجليزية)
- حبيب محمد على موقع كووورة